# جاستین بوچارد
جاستین بوچارد (به انگلیسی: Justine Bouchard) (زاده ۱۲ ژانویه ۱۹۸۶) کشتی گیر زن کشور کانادا است.